# 科灵加 (加利福尼亚州)
科灵加（英語：Coalinga），是美国加利福尼亚州弗雷斯诺县下属的一座城市。建市于1906年4月3日，面积大约为6.12平方英里（15.9平方公里）。根据2010年美国人口普查，该市有人口13,380人。